# Биллимория, Джеру
Джеру Биллимория (род. 20 июля 1965, Мумбаи) одна из первых социальных предпринимателей и основателем числа международных неправительственных организаций, удостоенных различных наград. Её инновационный подход к управлению социальными предприятиями и умение вывести их на международный уровень обеспечили ей стипендии таких организаций как Ашока, Фонд Сколла и Фонд социального предпринимательства Шваба. Кроме того, её работа была отмечена в Business Week, The Economist и нескольких книгах. Её недавние начинания включают en:Aflatoun (Child Savings International), Childline India и en:Child Helpline International. В настоящее время она является основателем и управляющим организации Child and Youth Finance International.

## Биография
Джеру Биллимория родилась в Мумбаи (Индия) в семье бухгалтера и социального работника. Будучи воспитанной в семье с сильными социальными убеждениями и рано потеряв отца, она не могла не посвятить свою жизнь социальным проблемам. Биллимория получила степень Бакалавра в области коммерции в University of Mumbai (бывшем Университете Бомбея) в 1986 году, степень Магистра гуманитарных наук в области социальной работы в Индийском en:Tata Institute of Social Sciences в 1988 году и степень Магистра естественных наук в области управления некоммерческими организациями в New School for Social Research University в Нью-Йорке в 1992 году. С 1991 по 1999 год она была профессором в Tata Institute of Social Sciences.

## Социальное предпринимательство
В 1996 году, основываясь на своей работе с детьми, живущими на улицах Индии, Джеру Биллимория создала Childline India Foundation — круглосуточную детскую «горячую линию». Чтобы преумножить успех, достигнутый в Индии, Биллимория основала Child Helpline International — международного провайдера услуг детской «горячей линии». На сегодняшний день на эту линию поступило более 140 миллионов звонков в 133 странах. Группируя информацию по видам сложностей, испытываемых детьми, CHI способна определить и задать вектор политики правительственных и неправительственных организаций.
После сбора информации через «горячие линии», стало понятно, что многие сигналы бедствия связаны с бедностью. Чтобы решать эти проблемы, Биллимория создала Aflatoun — неправительственную организацию, целью которой является рассказать детям об их экономических правах и ответственности, а также развить основные финансовые навыки и привычки. Сегодня её организация стала доступна 1,3 миллиона детей в 94 странах.
В июле 2011 года Биллимория основала Child and Youth Finance International — международную сеть государств, финансовых организаций и образовательных учреждений, цель деятельности которой заключается в преумножении финансовых возможностей и участия детей и молодежи в финансовой деятельности, которая достигается посредством сотрудничества и распределения ресурсов.

## Признание и награды
Биллимория является всемирно уважаемым защитником наделения детей экономическими полномочиями. Её социальная и гуманитарная работа коснулась жизней миллионов детей по всему миру. Она выступала на Всемирный экономический форум, Skoll World Forum for Social Entrepreneurship, а также в нескольких международных организациях и университетах. Кроме того:
- Организация CYFI включена в Топ-100 неправительственных организаций Global Journal и отмечена как «Самая перспективная новая неправительственная организация» (2013 год)[11]
- Организация Aflatoun включена в Топ-100 неправительственных организаций Global Journal (в 2012 и 2013 гг.)[12]
- Стипендия Innovators for the Public, присужденная Ashoka: Innovators for the Public[12]
- Стипендия Schwab на социальное предпринимательство[13]
- Выдающийся социальный предприниматель 2012[14]
- Награда Skoll за социальное предпринимательство[10]
- Биллимория включена в Phoenix 50 за работу Aflatoun[15]
- Награда Union of Arab Banks за работу с CYFI[16]

## Организации, основанные Джеру Биллимория
- Telephone Helplines Association
- Credibility Alliance
- Meljol
- Childline India
- en:Child Helpline International
- en:Aflatoun, Child Savings International
- Child and Youth Finance International[17]

## Опубликованные работы
- «Дети и Перемены, Партнеры перемен» (2009)
- «Мерцающая звезда» (Кл. 1-4) обучающие пособия.
- Выпуск исследователя (Кл.5-4) обучающие пособия.
- Детская «горячая линия» в Индии, серии:
  - Слушая детей: Общее представление о детской «горячей линии»
  - Закладка фундамента: Начало
  - Детская «горячая линия» от А до Я: справочник
  - Распространяясь по миру: стратегии ознакомления с детской «горячей линии»
  - Записи детских переживаний: Документирование детской «горячей линии»
- Национальная инициатива по защите детей
- "Голоса улиц: Истории жизни детей, которые воспользовались детской «горячей линией»